# La Trinidad Tepehitec
La Trinidad Tepehitec es una comunidad ubicada en el estado de Tlaxcala, México. Se encuentra a tres kilómetros al sur de la ciudad de Tlaxcala de Xicohténcatl, a una altitud de 2220 metros sobre el nivel del mar. La comunidad tiene una población de 3254 habitantes, de los cuales el 95% es de ascendencia mestiza y el 5% restante es indígena, principalmente nahua.
La comunidad fue fundada en el siglo XVI por misioneros franciscanos. El nombre de la comunidad proviene de la Trinidad, una de las principales fiestas cristianas, y de Tepehitec, que significa «lugar de los cerros» o «dentro del cerro» en náhuatl.
La economía de la comunidad se basa en la agricultura, la ganadería y el comercio. Los principales cultivos son el maíz, el frijol, el trigo y la alfalfa. La ganadería está representada principalmente por el ganado bovino, porcino y caprino. El comercio se concentra en pequeñas tiendas y comercios locales.

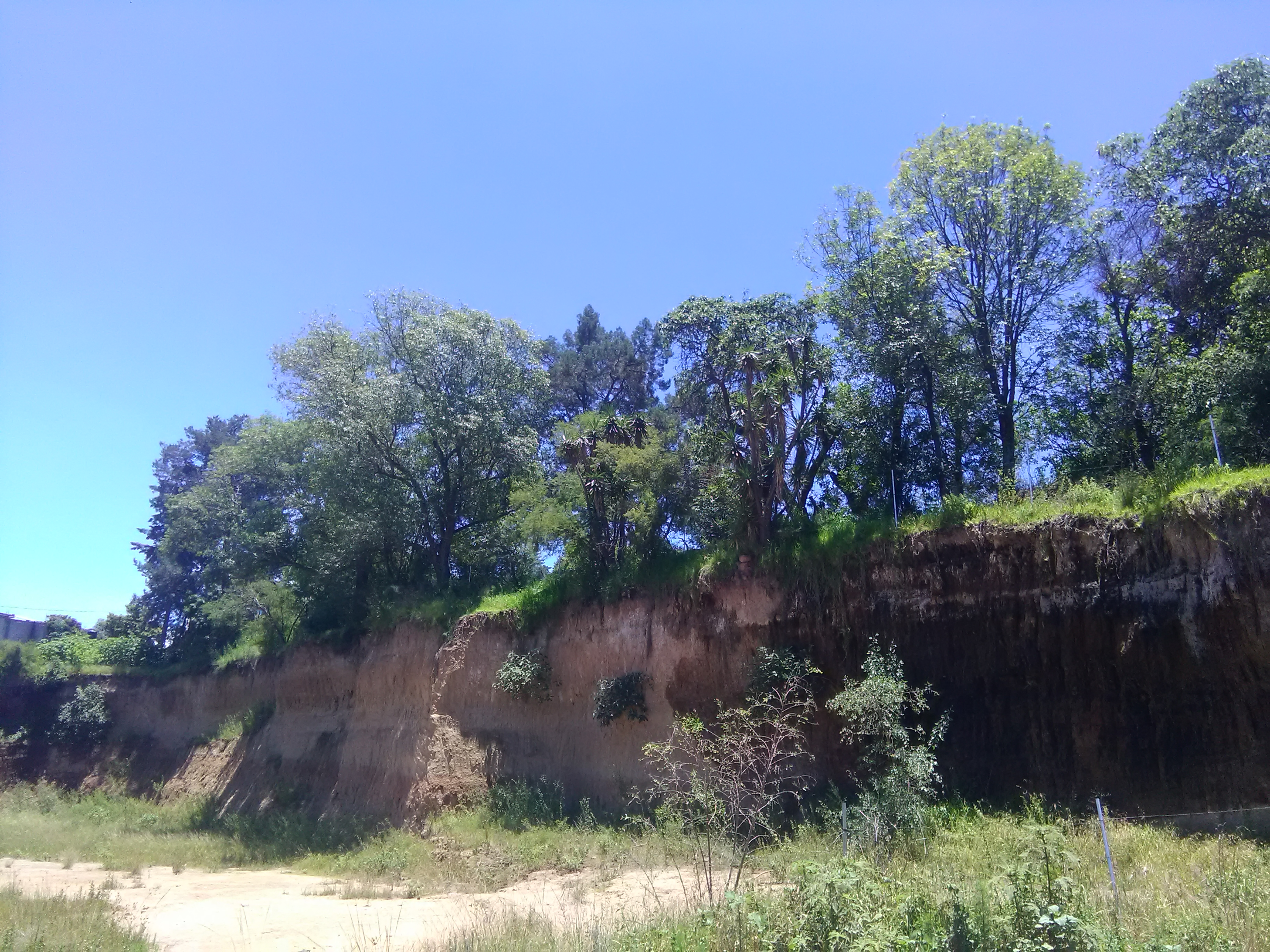
Vegetación propia de la comunidad

La Trinidad Tepehitec cuenta con una escuela primaria, una secundaria y un centro de salud. También cuenta con una biblioteca, un auditorio y un parque. La comunidad tiene una rica historia y cultura. Entre sus principales atracciones turísticas se encuentran la iglesia de la Trinidad, un templo católico del siglo XVI; el convento de la Trinidad, un antiguo convento franciscano del siglo XVI; el cerro de Tepehitec, que ofrece una vista panorámica de la comunidad; y el parque La Trinidad, un parque público con áreas verdes, juegos infantiles y canchas deportivas.
Además de sus atracciones turísticas, La Trinidad Tepehitec también cuenta con varias tradiciones y costumbres que vale la pena conocer. Entre ellas destacan la fiesta patronal de la Trinidad, que se celebra el 7 de julio de cada año; la fiesta del santo patrono del pueblo, San José, que se celebra el 19 de marzo de cada año; el carnaval, que se celebra en febrero de cada año; y la danza de los viejitos, una danza tradicional mexicana que se representa en muchas comunidades de Tlaxcala.
La Trinidad Tepehitec se conoce como «Pueblo Heroico» por su participación en la Revolución Mexicana y en la Guerra de Reforma, siendo un importante bastión de los insurgentes. En reconocimiento a su heroísmo, la comunidad de Tepehitec fue nombrada «Pueblo Heroico» por el cabildo del ayuntamiento de Tlaxcala en el año 2010.

## Historia

### Revolución mexicana
En el estado de Tlaxcala, a partir de 1909, se establecieron diversos clubes antirreeleccionistas que se oponían a la reelección del presidente Porfirio Díaz. En la comunidad de Trinidad Tepehitec, un núcleo radical de estos clubes se reunió para planear un levantamiento armado contra el gobierno.
El 24 de abril de 1910, los representantes de los clubes antirreeleccionistas de Tlaxcala, Cholula y Atlixco se reunieron en Tepehitec para jurar ante la bandera que llevarían a cabo un movimiento armado coordinado por Aquiles Serdán. En esta sesión, Juan Cuamatzi fue elegido como el único jefe del movimiento rebelde, y Marcos Hernández Xolocotzi y Antonio Hidalgo como sus segundos al mando.
La fecha de movilización se fijó para el 27 de mayo de 1910, después de la gira política de Francisco I. Madero en Puebla. Sin embargo, las autoridades gubernamentales se enteraron de los planes revolucionarios y arrestaron a Juan Cuamatzi. Aquiles Serdán, que estaba preparando el levantamiento en Puebla, también fue detenido.
Los revolucionarios, que habían reclutado simpatizantes y reunido fondos y municiones, se vieron obligados a suspender el movimiento. El gobernador Próspero Cahuantzi, que era aliado del presidente Díaz, ordenó la represión de los rebeldes. Los líderes del movimiento fueron aprehendidos, algunos se fugaron, y otros se mantuvieron en la clandestinidad.
A pesar de la represión, el levantamiento de Tepehitec fue un evento importante en la historia de la Revolución Mexicana. Fue el primer intento de derrocar al gobierno de Díaz, y ayudó a galvanizar el descontento popular contra el régimen.
Tepehitec fue un lugar clave en la planificación y organización del levantamiento armado que dio inicio a la Revolución Mexicana. Fue el lugar de reunión de un núcleo radical de clubes antirreeleccionistas, y fue donde se juramentó el movimiento armado. La importancia de Tepehitec es un recordatorio de que la Revolución Mexicana no fue un evento aislado que ocurrió en un solo lugar. Fue un movimiento popular que se extendió por todo el país, y Tepehitec fue uno de los muchos lugares donde se gestó.

### Batalla de Tepehitec
La Batalla de Tepehitec fue un enfrentamiento armado entre tropas zapatistas y carrancistas que tuvo lugar el 19 de noviembre de 1914 en el municipio de Panotla, Tlaxcala. El contexto de la batalla fue la ruptura entre el general Francisco Villa y el presidente Venustiano Carranza, que dio lugar a la Guerra de los Centauros. Los zapatistas, liderados por Emiliano Zapata, se posicionaron en contra de Carranza, mientras que los carrancistas, liderados por el general Álvaro Obregón, se posicionaron a favor del presidente.
En el caso de Tlaxcala, el general Domingo Arenas se pronunció abiertamente en favor del zapatismo, entrando al frente de su tropa a la ciudad de Tlaxcala el 12 de noviembre de 1914. Esto alarmó a las autoridades carrancistas, que decidieron lanzar un ataque contra las tropas arenistas. El 19 de noviembre, las fuerzas carrancistas, comandadas por los generales Alejo G. González, Fortunato Maycotte Camero y su brigada Leales de Coahuila, atacaron a las tropas arenistas, recientemente acuarteladas en el pueblo de Panotla. Los carrancistas, que contaban con un mayor número de hombres y armas, lograron tomar por sorpresa a los arenistas, que fueron derrotados y obligados a huir.
En la batalla, los carrancistas tomaron posesión de una buena cantidad de armas, municiones y documentos, y capturaron a varios prisioneros. Los arenistas, por su parte, sufrieron la pérdida de 132 hombres, que fueron enterrados en fosas comunes. La Batalla de Tepehitec fue una victoria importante para los carrancistas, que lograron frenar el avance zapatista en Tlaxcala. También fue un duro golpe para el general Domingo Arenas, que se vio obligado a retirarse a los bosques del Matlalcuéyetl.